# Aulotrachichthys heptalepis
Aulotrachichthys heptalepis är en fiskart som först beskrevs av Gon, 1984.  Aulotrachichthys heptalepis ingår i släktet Aulotrachichthys och familjen Trachichthyidae. Inga underarter finns listade.